# 青山公路－大欖段
青山公路－大欖段（英語：Castle Peak Road - Tai Lam），是青山公路其中一段，路段東接荃灣屯門分界線，西延青龍路迴旋處。九巴對整條青山公路的分站代號前綴均為CA07。 
青山公路－大欖段的東面為青龍頭段，西面則為掃管笏段。
政府在2004年3月開始加建支線天橋，連接大欖角至小欖角，以拉直車路及縮短行車距離，於2007年4月通車，稱為青山公路－新大欖段（英語：Castle Peak Road - New Tai Lam）。
此路段除大欖角至嘉龍村一段及新大欖段時速限制為70公里外，其餘均為50公里。

## 歷史
青山公路－大欖段是屯門區主要幹道之一，是早期接駁市區的主要道路，此路段改動不大。
屯門公路通車後，青山公路使用量明顯減少，但因這是前往掃管笏至青山灣一帶的必經之路，每逢屯門公路市中心至小欖一段發生嚴重事故而需封路時，青山公路－大欖段成為唯一對外通道。
政府為解決巴士在屯門公路受阻的問題，在1995年設立屯門公路巴士專綫。除巴士外，其他車輛在平日早上禁止在小欖交匯處轉入屯門公路往九龍方向。
政府為改善嘉龍村至小欖一帶的交通，加上為屯門公路全面改善及重建工程期間（工程於2008年5月開展）為駕車者提供分流路段，於2004年3月開始興建支線高架道路及擴闊嘉龍村至小欖角一段的地面路段，並於2007年4月竣工，高架路段並稱為「青山公路－新大欖段」。
專利巴士在屯門公路轉車站（往屯門方向）啟用前，並不使用此路段，仍繞經大欖涌，不過，公共小巴在滿載及無人要求在大欖涌停車的情況下，使用「新大欖段」高架道路。直至2013年7月27日，因應屯門公路轉車站（往屯門方向）啟用，九巴61M線往友愛（南）方向改經「新大欖段」高架道路駛入該轉車站（下層），成為首條取道此路段的專營巴士路線，但於同年10月5日城巴路線亦加停屯門公路轉車站時，同樣途經屯門公路直接前往大欖段的城巴路線卻停靠上層轉車站而不經新大欖段。2016年8月26日，龍運巴士A33線提升至全日服務，其普通班次來回程繞經大欖段，往屯門方向與九巴61M線一樣途經「新大欖段」高架道路駛入下層轉車站，成為第二條取道此路段的專營巴士路線。